# Stens bruk

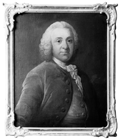
Jacob Graver

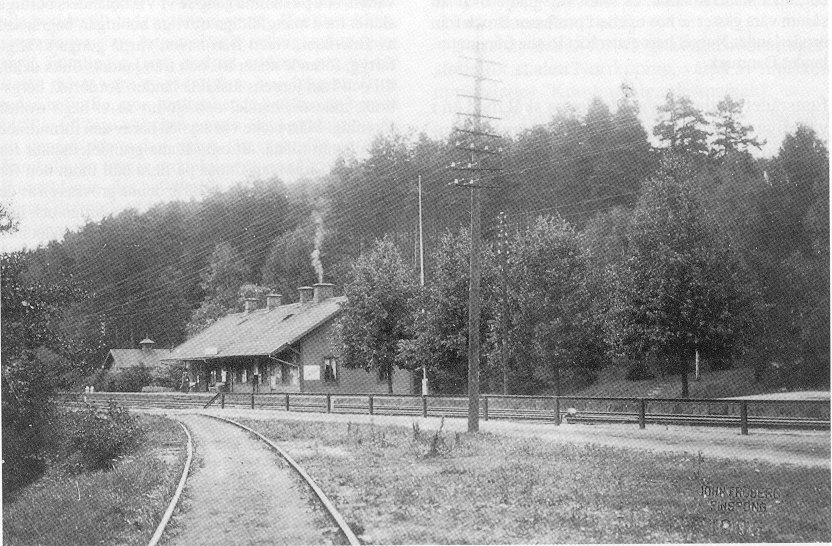
Graversfors station

Stens bruk var ett järnbruk som grundades 1763 av Jacob Graver. Det låg vid den södra spetsen av sjön Näknen vid Graversfors norr om Norrköping i Östergötlands län.  
Namnet Sten kom från den gård som låg där bruket anlades. Bruket kallades även Graversfors bruk efter grundaren Jacob Graver som ägde området mellan 1763 och 1779. Jacob Graver ägde även de närliggande Rodga herrgårds segelmakeri och Hults bruk (tillverkning av yxor).  Bruket köptes 1913 av Boxholms AB.

## Bakgrund
Stens bruk föregicks av Näkna bruk som startade sin verksamhet 1733. Bruket startade 1736 en masugn i Övre Näkna (nuvarande Näkna) i den norra änden av sjön Näknen. År 1741 startades en stångjärnshammare i Hammarbacken som ligger på sjön Näknens västra sida. Där förädlades tackjärnet till stångjärn.
I början av 1800-talet flyttades all verksamhet i Övre Näkna ned till Stens Bruk i Graversfors. Det som idag heter Graversfors hette tidigare Nedre Näkna.
År 1857 förvärvades bruksrörelsen av Carl Ekman som ägde Finspångs bruk som tillverkade kanoner. Ekman anlade 1860 en masugn vid Graversfors då Finspångsbrukets masugnar inte räckte till för kanontillverkningen. Efter det att Östra stambanan öppnats för trafik 1866 anlades Graversfors station 1867. Från stationen byggdes ett stickspår till masugnen, som lades ner i slutet av 1920-talet. Stationen revs 1968. 
När Östra stambanan byggdes 1863-1866 utmed sjön Näknens västra strand hittades vacker röd och svart granit, den så kallade Graversforsgraniten. Brytning startades 1876 och ett stenhuggeri och ett stensliperi anlades. Under 1890-talet sysselsattes mer än 100 personer med brytning och förädling av graniten.
Bruket lades ned år 1936. Idag återstår en del fastigheter som tillhörde bruksverksamheten såsom Stens herrgård, sliperiet, mjölkvarn mm. Även en del ruiner efter verksamheten återstår.